# Ellen King
Ellen King   (Renfrew, 16 de gener de 1909 - Parkgate, Cheshire, 3 de febrer de 1994) va ser una nedadora escocesa que va competir durant la dècada de 1920.
El 1924, amb quinze anys, va participar en els Jocs Olímpics de París, on va quedar eliminada en sèries en la prova dels 100 metres esquena del programa de natació. Quatre anys més tard, als Jocs d'Amsterdam, va disputar dues proves del programa de natació. En ambdues, 4 x 100 metres lliures, formant equip amb Margaret Cooper, Sarah Stewart i Iris Tanner, i 100 metres esquena, guanyà la medalla de plata.
A la darreria de la dècada de 1920 King va establir el rècord del món en 150 i 220 iardes braça.
Al seu palmarès també destaca una medalla d'or al Campionat d'Europa de 1927 en els 4×100 metres lliures i tres medalles, una de plata i dues de bronze als Jocs de l'Imperi Britànic de 1930.
Ellen King va estudiar a la James Gillespie's High School, nedà pel Warrender Baths Club i fou professora de natació per a nens a Edimburg durant quaranta anys, fins que es va jubilar el 1974. El 2002 fou inclosa al Scottish Sports Hall of Fame.